# Charles Grandison Finney
Charles Grandison Finney (29 tháng 8 năm 1792 – 16 tháng 8 năm 1875) thường được xem là "nhà phục hưng tôn giáo hàng đầu của Hoa Kỳ", và là nhân tố chính khởi phát cuộc Đại Tỉnh thức thứ nhì. Sự thức tỉnh tâm linh này đã tạo ra ảnh hưởng sâu sắc trên lịch sử Hoa Kỳ.

## Cuộc đời và tư tưởng
Chào đời tại Warren, Connecticut, là con út trong một gia đình có bảy người con, Finney có một xuất thân khiêm nhường. Cha mẹ ông là nông dân, còn Finney chưa bao giờ có cơ hội hưởng một nền học vấn đại học. Dù vậy, chàng trai cao 6 feet 2 inch (188 cm) với năng khiếu âm nhạc và khả năng lãnh đạo này đã giành được vị trí tốt trong cộng đồng. Đến tập sự và học luật tại một văn phòng luật sư với dự tính hành nghề luật, nhưng Finney trải nghiệm một sự soi dẫn tâm linh dẫn đến quyết định tiếp nhận đức tin Cơ Đốc vào tuổi 29 tại Adams, New York. Sau đó, Finney nhận lãnh chức vụ mục sư thuộc giáo phái Trưởng Lão, dù ông không hoàn toàn đồng ý với Bản Tín điều Westminster của giáo hội, ông thích xây dựng đức tin cho mình trực tiếp từ Kinh Thánh.
Finney đến Thành phố New York vào năm 1832 để quản nhiệm nhà thờ Broadway Tabernacle. Cung cách trình bày thông điệp phúc âm cách khúc chiết với tính luận lý cao của ông giúp đem hàng ngàn người tiếp xúc với tình yêu và sự sống viên mãn của Chúa Giê-xu. Một số ước tính cho rằng những bài giảng của Finney đã dẫn dắt hơn 500 000 người tiếp nhận niềm tin Cơ Đốc. Các tác phẩm của ông cho đến nay vẫn tiếp tục thách thức nhiều người đi đến quyết định theo đuổi nếp sống thánh khiết và đẹp lòng Thiên Chúa. Tác phẩm nổi tiếng nhất của Finney là Những Luận văn về Phục hưng Tôn giáo. Ca sĩ hát nhạc Cơ Đốc Keith Green chịu ảnh hưởng của ông, các nhân vật nổi tiếng khác thuộc cộng đồng Tin lành (Evangelical) như Billy Graham trân trọng ông. Về sau Finney gia nhập giáo phái Tự trị Giáo đoàn (Congregational) và, vì vậy, nhận nhiều sự chỉ trích từ những người Trưởng Lão bảo thủ.
Về thần học, Finney chấp nhận những yếu tố căn bản từ nhà thần học và thuyết giáo của thế kỷ 18, Jonathan Edwards, và nền thần học New Divinity theo tư tưởng Calvin.
Đang khi là một nhà truyền bá phúc âm rất thành công, cùng lúc Finney tham gia vào Phong trào Bãi nô thường xuyên dùng toà giảng để đả kích chế độ sở hữu nô lệ. Từ thập niên 1830 ông từ chối ban lễ tiệc thánh cho các chủ nô trong nhà thờ của ông.
Năm 1835, ông đến Ohio để giảng dạy, sau đó trở thành viện trưởng của Đại học Oberlin. Oberlin sớm trở thành vườn ươm cho phong trào chống sở hữu nô lệ khi ấy còn trong thời kỳ sơ khai. Oberlin cũng là viện đại học đầu tiên tại Mỹ cho phép người da đen và phụ nữ theo học chung lớp với nam giới da trắng.

## Vai trò lịch sử
Là một quốc gia tân lập, Hoa Kỳ trong suốt thế kỷ 19 chứng kiến nhiều biến động xã hội. Thời kỳ này sản sinh một loạt các phong trào tôn giáo như Chứng nhân Giêhôva (1870), Cơ Đốc Phục lâm (1863), đạo Miller (1830 trở về sau) và đạo Mormon (1830). Cuộc di dân Tây tiến mang đến nhiều cơ hội cho cuộc sống và khiến người ta dễ dàng chối bỏ tư duy cũ. Thái độ này cũng được áp dụng cho tôn giáo. Cần lưu ý rằng các giáo phái kể trên không được công nhận bởi cộng đồng Cơ Đốc giáo.
"Khu vực bùng cháy" (Burned-over district) là một vùng địa lý được miêu tả bởi Finney như là vườn ươm cho phong trào phục hưng tôn giáo; đó là một khu vực thuộc miền tây Tiểu bang New York, nơi Finney gặt hái nhiều thành công. Vì thiếu hụt các chức sắc nên hoạt động tôn giáo trong vùng ít chịu ảnh hưởng bởi các giáo hội truyền thống.
Điều Finney cố làm trong khu vực đã khiến ông trở nên nhà truyền bá phúc âm thành công nhất vào thời kỳ này. Trong khi những nhóm như Chứng nhân Giê-hô-va, Mormon và Cơ Đốc Phục lâm trở nên những cộng đồng khép kín thì Finney có được ảnh hưởng rộng lớn trong vòng các giáo phái chính lưu (mainstream). Finney không bao giờ thiết lập cho mình một giáo phái riêng, cũng không tự nhận một vị trí lãnh đạo đặc biệt nào nhằm tỏ ra vượt trội hơn các nhà truyền bá phúc âm khác. Các giáo phái có cấu trúc tổ chức linh hoạt như Baptist và Giám Lý thu hoạch nhiều từ những thành quả của Finney, trong khi các giáo phái có khuynh hướng thủ cựu như Trưởng Lão tỏ ra không mấy thành công.
Thái độ tích cực của Finney đối với phong trào chống chế độ nô lệ đã giúp các tiểu bang miền Bắc kiến tạo một nền tảng tôn giáo ủng hộ lập trường chống chế độ nô lệ. Vào thời điểm ấy, niềm tin tôn giáo của người miền Nam tỏ ra bảo thủ và liên kết chặt chẽ với các tôn giáo truyền thống. Trong ý nghĩa này, tư tưởng của Finney được chấp nhận dễ dàng hơn ở miền Bắc. Nó cũng thiết lập một sự nối kết trực tiếp giữa phong trào phục hưng và phúc lợi xã hội, một sự nối kết trở nên chặt chẽ hơn trong hội thánh sau cuộc Nội chiến.

## Thần học
Finney chịu ảnh hưởng sâu đậm tinh thần "phục hưng" của nền thần học xuất hiện từ thế kỷ 19. Mặc dù lập nền trên Thần học Calvin, Finney bác bỏ khuynh hướng "Old Divinity" của nên thần học này bởi vì ông xem nó là không phù hợp với Kinh Thánh và cản trở các nỗ lực truyền giáo và truyền bá phúc âm.
Một số luận điểm của Finney đi ngược lại Thần học Calvin, như được trình bày trong tác phẩm chính của ông, Religious Revivals (Phục hưng Tôn giáo). Finney cho rằng sự cứu rỗi có phụ thuộc vào ý chí con người muốn ăn năn, chứ không phải là sự áp đặt ngược với ý muốn của họ.
Tuy nhiên, Finney không bác bỏ toàn bộ Thần học Calvin. Trong Systematic Theology (Thần học Hệ thống), Finney chấp nhận hoàn toàn học thuyết "Bảo tồn các Thánh đồ" với nhận xét "Tôi cảm thấy dè dặt hơn khi thành lập và trình bày quan điểm của tôi về giáo lý Bảo tồn các Thánh đồ so với các vấn đề thần học khác". Cùng lúc, Finney thừa nhận tình trạng vẫn còn những tội lỗi che giấu trong đời sống các tín hữu, và mạnh mẽ khuyến cáo rằng họ cần phải ăn năn xưng tội ngay lập tức hoặc sẽ bị hư mất. Hậu thuẫn cho luận điểm này, theo Finney, là các hành xử của Sứ đồ Peter đối với Simon được chép trong Công vụ các Sứ đồ 8, và những chỉ dẫn của Sứ đồ Phao-lô đối với hội thánh Corinth (1Corinthians 5). Quan điểm này của Finney làm nổi bật quan điểm tập chú vào đời sống thánh khiết được trình bày trong các tác phẩm của ông.
Trong khi một số nhà thần học nối kết tên tuổi Finney với tư tưởng Pelagius, cần biết rằng Finney mạnh mẽ hậu thuẫn giáo lý cứu rỗi bởi ân điển chỉ qua đức tin, không phải bởi việc lành hoặc lòng vâng phục. Tuy nhiên, Finney khẳng định rằng việc lành là chứng cứ của đức tin; khó có thể tin rằng một đời sống chứa chấp tội lỗi là người có đức tin để được cứu.